# Кјентина (Пиза)
Кјентина је насеље у Италији у округу Пиза, региону Тоскана.
Према процени из 2011. у насељу је живело 91 становника. Насеље се налази на надморској висини од 109 м.